# 苴却砚
苴却砚是产于中国四川省攀枝花的一种砚台，其石材发掘于大龙潭乡金沙江畔悬崖上，此地古称“苴却”，因而得名。苴却砚石材温润，发墨良好，有石眼等上百种石品，也因此得名“中国彩砚”。

## 历史
传说诸葛亮七擒孟获时曾在此取石制作“七星砚”，但正式开发是在唐朝武德四年（621年）云南安抚司建立之后。唐朝时，它称为“泸砚”（金沙江古称“泸水”）。清宣统元年，大姚县苴却巡检宋光枢曾将它送到巴拿马万国博览会参展。不过，由于社会动乱和所在地交通不便，它一直没有太大名气，直到1980年代。
1989年中国美术馆苴却砚展举办，方毅剪彩。2011年，苴却砚获国家地理标志保护。2015年6月，苴却砚（石）雕刻技艺成为四川省省级非物质文化遗产。
2015年3月1日，攀枝花仁和区的中国苴却砚博物馆开馆。

## 石材
苴却石主要由绢云母、绿泥石、白云石构成，大部分呈紫黑色，石材温润，石品有石眼、绿萝玉、碧云冻、金田黄等数百种。其中石眼最出名。
它主要开采于攀枝花仁和区的大宝哨坑和平地坑两坑，两坑仅一沟之隔，石眼多产大宝哨坑，平地坑以膘石（特别是绿色膘石）和石线为主。